# Atanazy II (syryjsko-prawosławny patriarcha Antiochii)
Atanazy II (ur. ?, zm. 686) – w latach 683–686 45. syryjsko-prawosławny Patriarcha Antiochii. 